# Sthenaster emmae
Sthenaster
Genre
Espèce
Sthenaster emmae, unique représentant du genre Sthenaster, est une espèce d'étoiles de mer de la famille des Goniasteridae.

## Répartition
C'est une espèce abyssale, que l'on trouve dans l'Atlantique tropical.

## Sysmématique
Cette espèce a été décrite en 2010 par Christopher L. Mah (d), Martha Nizinski (d) et Lonny Lundsten (d).

## Galerie

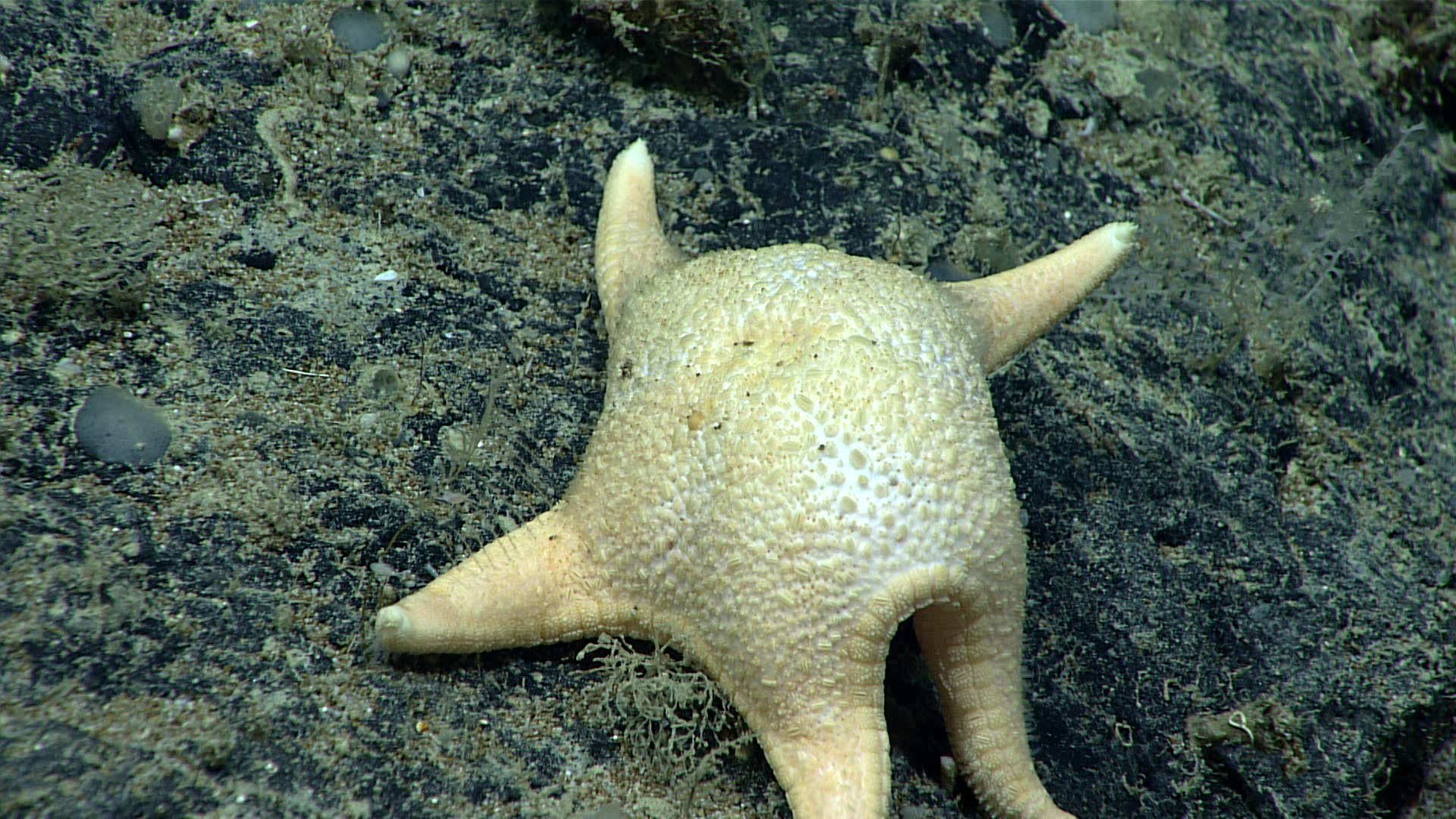
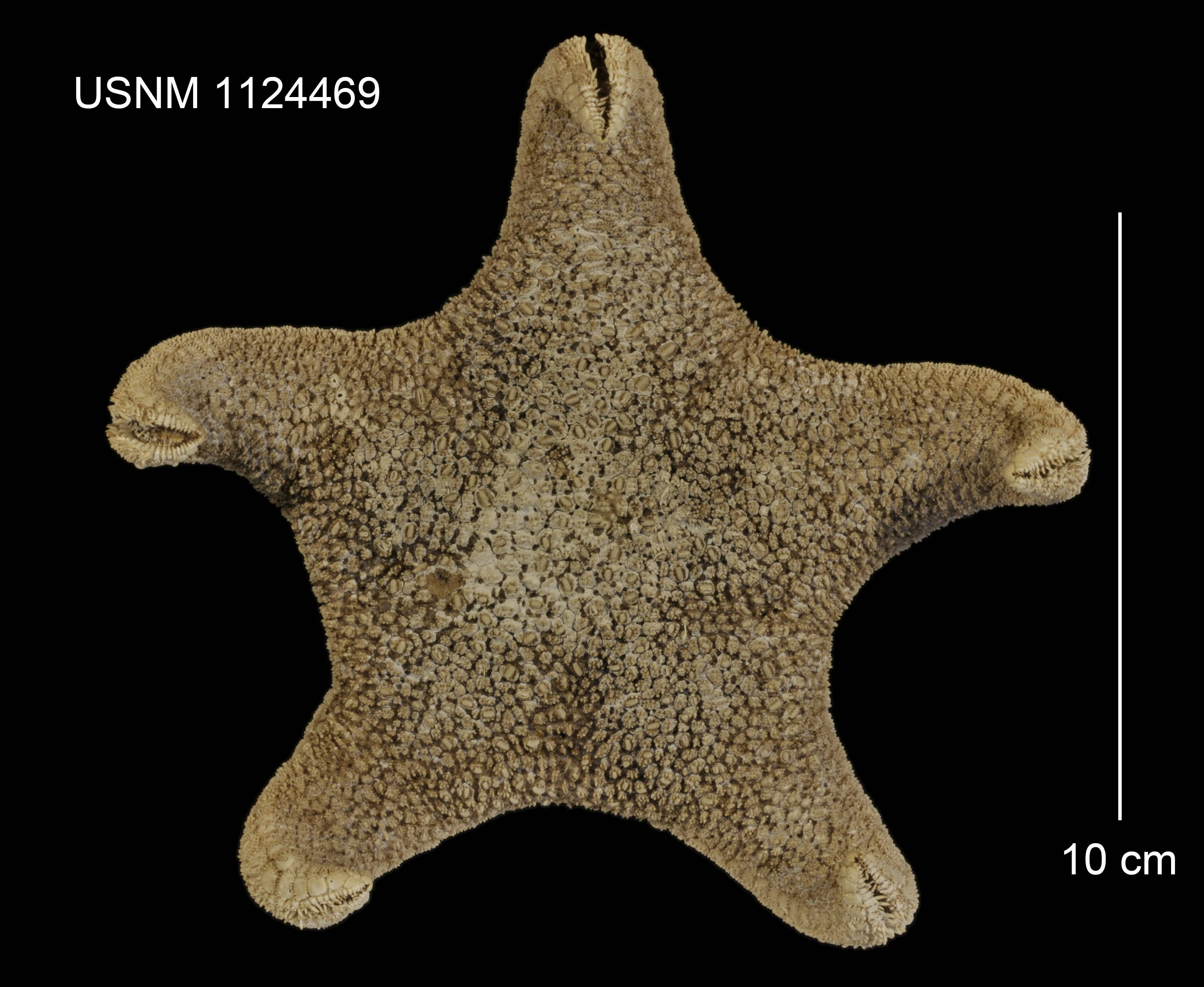
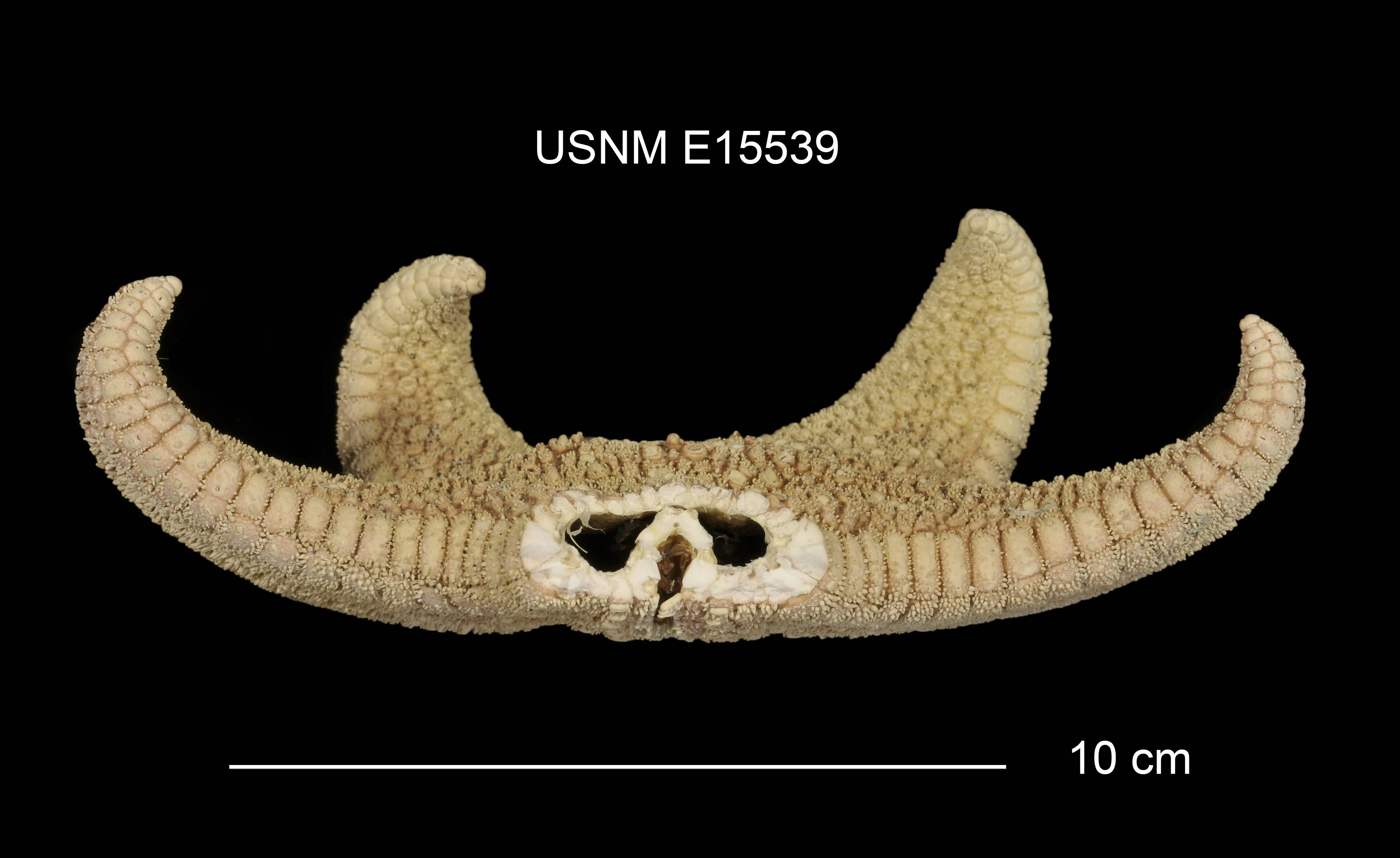
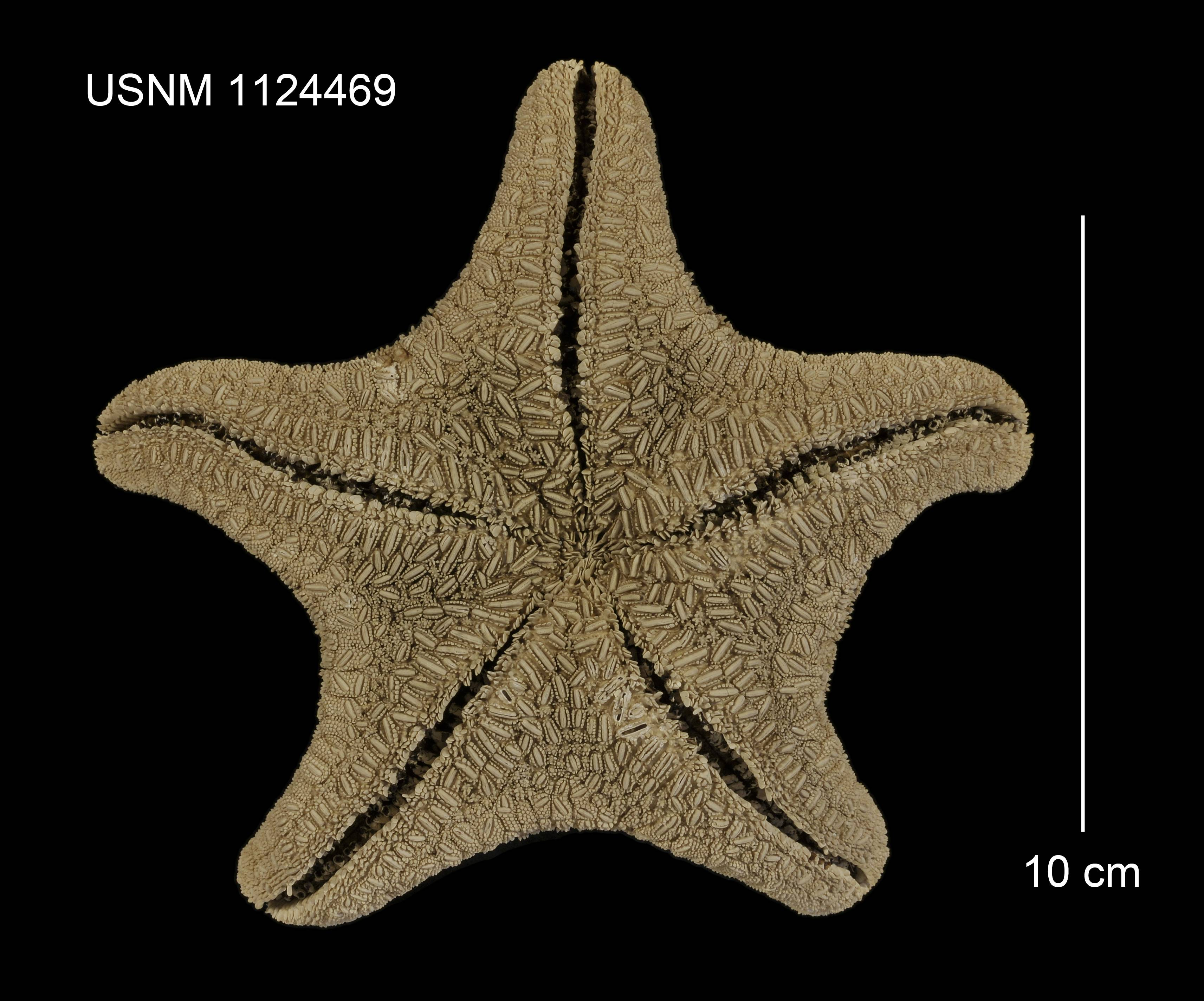
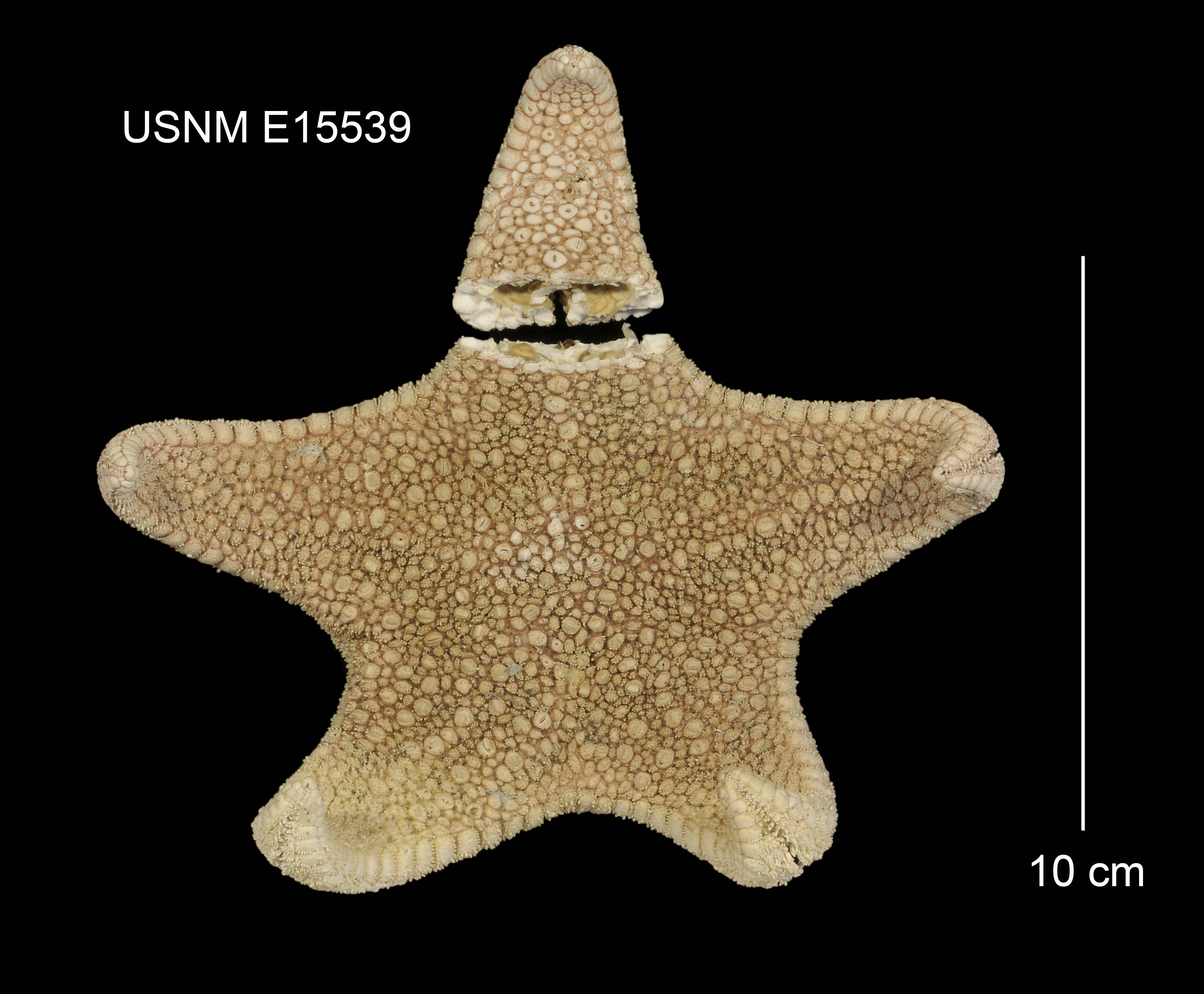

## Étymologie
Son nom spécifique, emmae, lui a été donné en l'honneur d'Emma Bullock, biologiste au NMHM.

## Publication originale
- (en) Christopher L. Mah, Martha Nizinski et Lonny Lundsten, « Phylogenetic revision of the Hippasterinae (Goniasteridae; Asteroidea): systematics of deep sea corallivores, including one new genus and three new species », Zoological Journal of the Linnean Society, Linnean Society of London et OUP, vol. 160, no 2,‎ 28 septembre 2010, p. 266-301 (ISSN 1096-3642 et 0024-4082, OCLC 01799617, DOI 10.1111/J.1096-3642.2010.00638.X).